# Victor Moritz Goldschmidt
Victor Moritz Goldschmidt, född 27 januari 1888 i Zürich, död 20 mars 1947 i Oslo, var en norsk mineralog och kristallograf. Han räknas som grundläggaren av den moderna geokemiska vetenskapen. Han var son till Heinrich Goldschmidt.
Goldschmidt disputerade 1911 och var från 1914 extra ordinarie professor i petrografi, mineralogi och kristallografi vid Oslo universitet, var 1929-1935 professor i Göttingen och åter i Oslo 1936-1947. 
Till hans största insatser hör påvisandet av den mineralogiska fasregeln (1911) och att han gav en sammanfattande bild av över bergartsombildning genom regionalmetamorfos i södra Norge (1912-1921). 
Goldschmidt invaldes 1924 som utländsk ledamot av svenska Kungliga Ingenjörsvetenskapsakademien och blev 1932 utländsk ledamot av Kungliga Vetenskapsakademien i Stockholm. Han tilldelades Wollastonmedaljen 1944.